# Deh-e Arab
Deh-e Arab (em persa: ده عرب, também romanizada como Deh-e ‘Arab) é uma aldeia do distrito rural de Faragheh, no condado de Abarkuh, na província de Yazd, Irã.
Segundo o censo de 2006, sua população era de 925 habitantes, em 271 famílias.